# Methoxyethan
Methoxyethan (též známý jako ethylmethylether nebo ethyl(methyl)ether) je bezbarvý plyn (případně kapalina – bod varu 7,6 °C) s „lékařským“ pachem. Je to ether se methylovou a ethylovou skupinou. Je extrémně hořlavý, vdechování může způsobit dušení nebo závratě. Jakožto Lewisova zásada může reagovat s Lewisovými kyselinami a tvořit soli. Bouřlivě reaguje s oxidačními činidly.